# Cerati
Els ceratis (Ceratium) són un gènere de la família de les ceratícies.
Es caracteritza per les llargues prolongacions que presenten les plaques de la teca.